# Idaea russata
Idaea russata là một loài bướm đêm trong họ Geometridae.